# Ernest Roney
Ernest John Roney (* 8. Juni 1900 in London; † 23. März 1975 in Blyth) war ein britischer Segler.

## Erfolge
Ernest Roney nahm zweimal an Olympischen Spielen in der 8-Meter-Klasse teil. Bei den Olympischen Spielen 1924 in Paris gewann er als Skipper der britischen Yacht Emily sogleich die Silbermedaille. Die Emily erreichte als eines von drei Booten das Finale der in Le Havre stattfindenden Regatta und erzielte dort wie das von Louis Charles Breguet angeführte französische Boot Namousse fünf Punkte hinter den Olympiasiegern aus Norwegen auf der Béra, die beide Finalläufe gewannen. Im Stechen um die Silbermedaille setzten sich die Briten schließlich gegen die Namousse durch, womit Roney und seine Crewmitglieder Gordon Fowler, Edwin Jacob, Thomas Riggs und Walter Riggs den zweiten Platz belegten. Vier Jahre darauf kam er in Amsterdam als Skipper der Feo nicht über den siebten Platz hinaus. Zu seiner Crew gehörten unter anderem sein Bruder Esmond Roney und seine Schwester Margaret Roney.